# Dhee
Dheekshitha Venkadeshan (nacida el 26 de junio de 1998), Conocida profesionalmente como Dhee, es una cantante australiana de Sri Lanka. conocida por su trabajo como cantante de playback en el cine indio.   Nacida de padre y madre de Sri Lanka, se crio en Sídney y ha cantado canciones principalmente en los álbumes de su padrastro Santhosh Narayanan . Ganó un premio Filmfare a la mejor cantante,   y es conocida por su distintiva voz de alto . 

## Primeros años y carrera
Dheekshitha nació el 26 de junio de 1998 en Jaffna, Sri Lanka. De padre tamil de Sri Lanka, Venkadesan, su madre, Meenakshi Iyer, que es música carnática .   Se crio y estudió en Sídney, Australia, donde vivían sus padres.    Ella tiene un hermano mayor llamado Sudheekshanan. Dheekshitha es la hijastra del compositor de música indio Santhosh Narayanan . Comenzó su carrera como cantante de playback interpretando canciones en dos de sus álbumes, Pizza II: Villa (2013) y Cuckoo (2014), durante los descansos de su educación.
Desde que residía en Chennai, Dhee logró un gran avance al cantar "Naan Nee" de Madras (2014) de Pa. Ranjith junto a Shakthisree Gopalan. Su trabajo en la canción le valió a la pareja nominaciones a Mejor Cantante Femenina en los Premios Filmfare y los Premios Vijay.. 
Recibió elogios de la crítica por su trabajo en la película dramática deportiva de Sudha Kongara Prasad, Irudhi Suttru (2016). Siendo utilizado como cantante principal del personaje de boxeador de Madrás del Norte de Ritika Singh en la película, Dhee grabó dos canciones en solitario tituladas "Ey Sandakaara" y "Usuru Narumbuley". Behindwoods.com declaró que la primera canción era "otro número clásico de Santhosh que llama tu atención en poco tiempo", mientras que señaló que la "canción patetiza de Dhee es una especie de revelación" sobre este último.   
Más tarde, Dhee trabajó con su padrastro en álbumes aclamados por la crítica, incluidos Kaala (2018) y Vada Chennai (2018), antes de colaborar con Yuvan Shankar Raja para la canción "Rowdy Baby" en Maari 2 (2018). Cantando junto a Dhanush, la película ganó popularidad poco después de su estreno. La canción obtuvo más de 1.500 millones de visitas en YouTube, lo que la convierte en el vídeo musical tamil más visto y uno de los vídeos indios más vistos de todos los tiempos.. 
Dhee hizo su debut como cantante pop, bajo el sello dirigido por AR Rahman, Maajja, con " Enjoy Enjaami " con Arivu (de The Casteless Collective ) el 7 de marzo de 2021.  La canción fue producida por su padrastro. La letra fue escrita por Arivu.   La canción se hizo popular de inmediato y el video musical obtuvo más de 398 millones de visitas y más de 4,6 millones de me gusta (a marzo de 2022) desde que se estrenó en YouTube. "Enjoy Enjaami" es la primera canción lanzada bajo el sello maajja. El primer álbum de estudio de Dhee, que también está siendo producido por maajja. Se espera que el álbum se lance a finales de 2021 y estará compuesto en gran parte por canciones de jazz contemporáneo. También marcará su primer lanzamiento en idioma inglés desde su debut en la industria musical (india). En marzo de 2023 debutó en el cine telugu con la canción "Chamkeela Angeelesi" de la película Dasara . Ella ganó popularidad gracias a esa canción entre la audiencia telugu.

## Discografía

### Individual

#### Como artista principal
| Título                                                                | Año  | Gráfico de picos de posiciones | Álbum |
| Título                                                                | Año  | Reino Unido asiático           | Álbum |
| --------------------------------------------------------------------- | ---- | ------------------------------ | ----- |
| " Disfruta de Enjaami " (feat. Arivu, produced by Santhosh Narayanan) | 2021 | Non-album single               |       |

#### Como cantante de reproducción
| Años | Título de la canción       | Film                  | Director de la música | Notas |  |
| ---- | -------------------------- | --------------------- | --------------------- | --- |  |
| 2013 | "Disco Woman"              | Pizza II: Villa       | Santhosh Narayanan    | |  |
| 2014 | "Enda Mapla"               | Cuckoo                | Santhosh Narayanan    | |  |
| 2014 | "Naan Nee"                 | Madras                | Santhosh Narayanan    | Co-artista Shakthisree Gopalan Nominado - Filmfare Award for Best Tamil Female Playback SingerNominated—Vijay Award for Best Female Playback Singer |  |
| 2016 | "Ey Sandakaara"            | Irudhi Suttru         | Santhosh Narayanan    | Nominado - SIIMA Award for Best Female Playback Singer                                                                                              |  |
| 2016 | "Usuru Narumbeley"         | Irudhi Suttru         | Santhosh Narayanan    | Nominado - SIIMA Award for Best Female Playback Singer                                                                                              |  |
| 2016 | "Thoondil Meen"            | Kabali                | Santhosh Narayanan    | |  |
| 2016 | "Dushta"                   | Iraivi                | Santhosh Narayanan    | |  |
| 2017 | "Oo Sakkanoda"             | Guru                  | Santhosh Narayanan    | Telugu |  |
| 2017 | "Gundelothulalo"           | Guru                  | Santhosh Narayanan    | Telugu |  |
| 2017 | "Rathina Katti"            | Meyaadha Maan         | Santhosh Narayanan    | |  |
| 2018 | "Kannamma Kannamma"        | Kaala                 | Santhosh Narayanan    | |  |
| 2018 | "Maadila Nikkura Maanutty" | Vada Chennai          | Santhosh Narayanan    | |  |
| 2018 | "Rowdy Baby"               | Maari 2               | Yuvan Shankar Raja    | Ganador - SIIMA Award for Best Female Playback Singer                                                                                               |  |
| 2019 | "Vaanil Irul"              | Nerkonda Paarvai      | Yuvan Shankar Raja    | |  |
| 2019 | "Idharkuthaan"             | Bigil                 | A. R. Rahman          | |  |
| 2020 | "Yedho Maayam"             | Dagaalty              | Vijay Narain          | |  |
| 2020 | "Manamengum Maaya Oonjal"  | Gypsy                 | Santhosh Narayanan    | |  |
| 2020 | "Kaattu Payale"            | Soorarai Pottru       | G. V. Prakash Kumar   | Ganador- SIIMA Award for Best Female Playback Singer                                                                                                |  |
| 2020 | "Kaatuka Kanule"           | Aakasam Nee Haddu Raa | G. V. Prakash Kumar   | Telugu |  |
| 2020 | "Rakita Rakita Rakita"     | Jagame Thandhiram     | Santhosh Narayanan    | |  |
| 2021 | "Uttradheenga Yeppov"      | Karnan                | Santhosh Narayanan    | |  |
| 2022 | "Anbarey"                  | Gulu Gulu             | Santhosh Narayanan    | |  |
| 2023 | "Chamkeela Angeelesi"      | Dasara                | Santhosh Narayanan    | Telugu |  |
| 2023 | "Mainaru Vetti Katti"      | Dasara                | Santhosh Narayanan    | Tamil version |  |
| 2023 | "Jujubee"                  | Jailer                | Anirudh Ravichander   | |  |
| 2023 | "Maamadura"                | Jigarthanda DoubleX   | Santhosh Narayanan    | |  |
| 2024 | "Kombari Vettapuli"        | Captain Miller        | G. V. Prakash Kumar   | |  |
| 2024 | "Viduthal"                 | Anweshippin Kandethum | Santhosh Narayanan    | Malayalam |  |
| 2024 | "Ta Takkara"               | Kalki 2898 AD         | Santhosh Narayanan    | Telugu |  |